# ジョゼ・アグアス
ジョゼ・ピント・デ・カルヴァーリョ・サントス・アグアス（José Pinto de Carvalho Santos Águas、1930年11月9日 - 2000年12月10日）は、アンゴラ・ルアンダ出身の元ポルトガル代表のサッカー選手。ポジションはFW。

## 経歴
ポルトガルの植民地時代のアンゴラで生まれ、アンゴラのルシタノ・ロビトでキャリアをスタートさせた。そこで活躍しているところを、ポルトガルのクラブチームに発掘された。
1950年代から60年代にかけて、SLベンフィカでキャプテンとして数々のタイトル獲得に貢献し、自身も得点王を5度獲得する活躍をした。特に
1961年にはベーラ・グットマンのもとでエウゼビオやマリオ・コルナらと共にFCバルセロナを相手に先制ゴールを決め、ベンフィカで初めてのUEFAチャンピオンズカップを制覇し、ポルトガル人として最初にカップを両手で掲げて見せた。また翌年にはレアル・マドリードを下し連覇を達成した。
ポルトガル代表としては、1952年11月23日にオーストリア代表戦でデビューを果たした。その後エースストライカーとして活躍し、1962年5月17日のベルギー代表戦が最後の代表戦となった。
1963–1964シーズンにオーストリアのFKアウストリア・ウィーンに移籍し、そのシーズンの後に33歳で現役を引退した。2000年12月10日にポルトガルの首都で70歳で死去した。

## 人物
息子には80年代から90年代にかけてのベンフィカやFCポルト、ポルトガル代表でプレーしたストライカーのルイ・アグアスがいる。またルイ・アグアスの姉のレーナ・ダグアはポルトガル最初の女性ロック歌手で、「日本帝国」というヒット曲がある。

## タイトル
クラブ
SLベンフィカ
- スーペル・リーガ 1954–55, 1956–57, 1959–60, 1960–61, 1962–63
- タッサ・デ・ポルトガル 1950–51, 1951–52, 1952–53, 1954–55, 1956–57, 1958–59, 1961–62
- UEFAチャンピオンズカップ 1960-61, 1961-62

個人
- スーペル・リーガ得点王 1951-52, 1955-56, 1956-57, 1958-59, 1960-61